# بورت دوغلاس
بورت دوغلاس هي بلدة، في أستراليا، تقع في كوينزلاند، بلغ عدد سكانها 3,504  نسمة وذلك حسب إحصائيات سنة 2016، رمزها البريدي هو 4877.

## المناخ
يظهر الجدول التالي التغييرات المناخية على مدار السنة لبورت دوغلاس:
| البيانات المناخية لـبورت دوغلاس   | البيانات المناخية لـبورت دوغلاس | البيانات المناخية لـبورت دوغلاس | البيانات المناخية لـبورت دوغلاس | البيانات المناخية لـبورت دوغلاس | البيانات المناخية لـبورت دوغلاس | البيانات المناخية لـبورت دوغلاس | البيانات المناخية لـبورت دوغلاس | البيانات المناخية لـبورت دوغلاس | البيانات المناخية لـبورت دوغلاس | البيانات المناخية لـبورت دوغلاس | البيانات المناخية لـبورت دوغلاس | البيانات المناخية لـبورت دوغلاس | البيانات المناخية لـبورت دوغلاس |
| الشهر                             | يناير                           | فبراير                          | مارس                            | أبريل                           | مايو                            | يونيو                           | يوليو                           | أغسطس                           | سبتمبر                          | أكتوبر                          | نوفمبر                          | ديسمبر                          | المعدل السنوي                   |
| --------------------------------- | ------------------------------- | ------------------------------- | ------------------------------- | ------------------------------- | ------------------------------- | ------------------------------- | ------------------------------- | ------------------------------- | ------------------------------- | ------------------------------- | ------------------------------- | ------------------------------- | ------------------------------- |
| متوسط درجة الحرارة الكبرى °م (°ف) | 30.3 (86.5)                     | 30.1 (86.2)                     | 29.5 (85.1)                     | 28.3 (82.9)                     | 26.7 (80.1)                     | 25.1 (77.2)                     | 24.6 (76.3)                     | 25.3 (77.5)                     | 26.7 (80.1)                     | 28.3 (82.9)                     | 29.5 (85.1)                     | 30.3 (86.5)                     | 27.9 (82.2)                     |
| متوسط درجة الحرارة الصغرى °م (°ف) | 23.7 (74.7)                     | 23.5 (74.3)                     | 22.8 (73.0)                     | 21.5 (70.7)                     | 19.5 (67.1)                     | 17.7 (63.9)                     | 16.8 (62.2)                     | 17.1 (62.8)                     | 18.6 (65.5)                     | 20.8 (69.4)                     | 22.3 (72.1)                     | 23.3 (73.9)                     | 20.6 (69.1)                     |
| الهطول مم (إنش)                   | 401.6 (15.81)                   | 429.7 (16.92)                   | 425.6 (16.76)                   | 204.8 (8.06)                    | 70.8 (2.79)                     | 47.3 (1.86)                     | 25.6 (1.01)                     | 24.1 (0.95)                     | 32.0 (1.26)                     | 52.0 (2.05)                     | 107.9 (4.25)                    | 213.2 (8.39)                    | 2٬032٫4 (80.02)                 |
| متوسط أيام هطول الأمطار           | 15.5                            | 15.9                            | 16.1                            | 13.3                            | 9.8                             | 7.0                             | 5.5                             | 5.2                             | 5.4                             | 6.4                             | 9.0                             | 11.7                            | 120.8                           |
| المصدر: Bureau of Meteorology     |                                 |                                 |                                 |                                 |                                 |                                 |                                 |                                 |                                 |                                 |                                 |                                 |                                 |